# Strażnica WOP Sierakośce
Strażnica WOP Kalwaria/Sierakośce – podstawowy pododdział graniczny Wojsk Ochrony Pogranicza.

## Formowanie i zmiany organizacyjne
Strażnica została sformowana w 1945 w strukturze 35 komendy odcinka jako 161 strażnica WOP (Kalwaria) o stanie 56 żołnierzy. Kierownictwo strażnicy stanowili: komendant strażnicy, zastępca komendanta do spraw polityczno-wychowawczych i zastępca do spraw zwiadu. Strażnica składała się z dwóch drużyn strzeleckich, drużyny fizylierów, drużyny łączności i gospodarczej. Etat przewidywał także instruktora do tresury psów służbowych oraz instruktora sanitarnego.
W rejon granicy wymaszerowała z Przemyśla 2 marca 1946. W związku z przesunięciem granicy, w 1948 przeszła do m. Sierakośce.
Od 15 marca 1954 wprowadzono nową numerację strażnic. Strażnica II kategorii otrzymała numer 160.

## Działania bojowe
3 sierpnia 1946 we wsi Kłokowice pododdział UPA zaatakował grupę 8 żołnierzy ze strażnicy Kalwaria Pacławska pod dowództwem kpr. Leona Kaduszkiewicza. Grupa wiozła prowiant z 35 komendy odcinka w Przemyślu. Żołnierze odpowiedzieli ogniem zajmując obronę. Napastnicy mieli olbrzymia przewagę. Z pomocą żołnierzom WOP przyszli pogranicznicy radzieccy. Upowcy wycofali się. W walce polegli: kpr. Bolesław Urbanowicz i szer. Stanisław Żaba. Obaj zostali odznaczeni pośmiertnie Krzyżami Walecznych. Na tej samej trasie 22.12.1946 5-osobowa grupa prowiantowa tej strażnicy stoczyła walkę z bojówką UPA w m. Młodowice. Upowcy ujęli ciężko rannego dowódcę strażnicy ppor. Romana Babija i w bestialski sposób zamordowali.

## Dowódcy/komendanci strażnicy
- ppor. Roman Babij